# Gustav Mie
Gustav Mie (29. september 1869 i Rostock – 13. februar 1957 i Freiburg im Breisgau) var en tysk fysiker. Gustav Mie studerede kemi, matematik, fysik, geologi og mineralogi ved universiteterne i Rostock og Heidelberg. Han var professor ved Greifswald Universitet fra 1902 indtil 1917, Halle Universitet fra 1917 indtil 1924 og ved Freiburg Universitet fra 1924 til 1935. 
Gustav Mie publicerede en teori for lysets spredning på en kugle i 1908, uden at have kendskab til Ludvig Lorenz' arbejde. Teorien kaldes i dag normalt for Mie spredning, men kaldes dog også Mie-Lorenz spredning af fysikere som anerkender, at Lorenz var først med teorien. Formlen bruges også indenfor meteorologien, bl.a. til at bestemme luftens vandindhold med radar.